# Dawnalee Loney
Dawnalee Loney (ur. 15 maja 1996) – jamajska lekkoatletka specjalizująca się w biegach sprinterskich.
Brązowa medalistka IAAF World Relays (2017).
Medalistka CARIFTA Games.
Rekord życiowy: bieg na 400 metrów – 52,05 (10 czerwca 2017, Kingston).

## Osiągnięcia
| Rok  | Impreza                              | Miejsce        | Konkurencja             | Lokata     | Wynik           |
| ---- | ------------------------------------ | -------------- | ----------------------- | ---------- | --------------- |
| 2014 | CARIFTA Games                        | Fort-de-France | bieg na 400 metrów      | 2. miejsce | 53,90           |
| 2014 | CARIFTA Games                        | Fort-de-France | sztafeta 4 × 400 metrów | 1. miejsce | 3:38,20         |
| 2015 | CARIFTA Games                        | Basseterre     | bieg na 400 metrów      | 2. miejsce | 53,58           |
| 2015 | CARIFTA Games                        | Basseterre     | sztafeta 4 × 400 metrów | 1. miejsce | 3:37,96         |
| 2015 | Mistrzostwa panamerykańskie juniorów | Edmonton       | bieg na 400 metrów      | 7. miejsce | 55,11           |
| 2015 | Mistrzostwa panamerykańskie juniorów | Edmonton       | sztafeta 4 × 400 metrów | 2. miejsce | 3:38,77         |
| 2017 | IAAF World Relays                    | Nassau         | sztafeta 4 × 400 metrów | 3. miejsce | 3:28,49 (elim.) |